# ПГУ с газификацией угля
Парогазовая установка с внутрицикловой газификацией (англ. integrated gasification combined cycle, IGCC) — технология ПГУ использующая газогенератор для превращения угля и других видов топлива в газ — синтез-газ. С последующей очисткой этого газа от примесей перед сжиганием и с дальнейшей превращением таких загрязнителей как сера в полезную продукцию. В результате этого уменьшаются выброс диоксида серы, сажи и др. Тепло от первичного сжигания и тепло отработавших газов используются, аналогично ПГУ, для получения пара используемого паровой турбиной. Это позволяет добиться высокого КПД для станции работающей на твёрдом топливе, аналогичного КПД парогазовой установки ~45-55 %, а при когенерации и более 90 %.

## Значимость
В России в 2005 году доля угля в энергобалансе страны составляла около 18 процентов (в среднем по миру 39 %). По оценкам на 2010—2013 годы запасов угля при текущем потреблении хватит на 100—150 лет, в то время как нефти и газа лишь на 30-50 лет. Также стоимость 1 тонны условного топлива (ТУТ) на угле в большинстве случаев является самой низкой по сравнению с мазутом и газом.
На 2006 год среднемировой КПД тепловых электростанций равнялся 31 %. Применение парогазовых установок с газификацией угля позволит увеличить эффективность генерации до двух раз и снизить при этом выбросы загрязняющих веществ.

## Принцип действия и устройство
Ниже приведена схема электростанции использующей ПГУ с газификацией угля:

Блок-схема электростанции использующей ПГУ с газификацией угля, с котлом-утилизатором

Весь процесс состоит из четырёх отдельных подпроцессов:
- разделение кислорода и азота из воздуха
- газификация топлива(например угля или биомассы) (с воздухом или кислородом при мощности свыше 100 МВт)
- очистка синтез-газа
- сгорание синтез-газа в газовой турбине

Для производства полезной энергии установка использует несколько типов термодинамических преобразований.
Газогенератор используется в качестве источника синтез-газа (смесь CO ~ 50 %, ~ 25 % H2, остальное СО2, Н2О, СН4). После очистки газ подают в газовую турбину для сжигания. Вал турбины соединён с электрогенератором. Часть теплоты выхлопных газов из турбины используется для выработки пара в котле-утилизаторе. Пар приводит в действие паровую турбину вращающую второй электрогенератор.
Блок IGCC (см. рисунок), таким образом, сходен по структуре с широко распространёнными в мире ПГУ и природный газ является запасным топливом для такой установки. Основное отличие заключается только в присутствии системы производства синтетического газа из твердого топлива и интегрирование её (за счет теплообмена) с ПГУ и установкой разделения воздуха. Также возможно использование мазута, биомассы, бытовых отходов в качестве топлива. В целях повышения рентабельности процесса синтез-газа подаваемого в турбину из него могут выделяться водород и сера. Они затем могут быть использованы для получения полезной продукции(в том числе удобрений, аммиака или метанола). Хотя удаление водорода и серы из потока синтез-газа и снижает его теплотворную способность, но прибыль от продажи этих продуктов компенсирует потери. Для защиты окружающей среды и для защиты газовой турбины от коррозии и эрозии из синтез-газа перед сжиганием в турбине удаляются: пыль серы (в форме гранул, из-за высокой температуры процесса плавления и пыли), хлориды, и ртуть.
Кислород после разделения используется для процесса газификации, в то время как азот (не всегда производится) смешивают с синтез-газом на входе в камеру сгорания. Это увеличивает массовый расхода хладагента через газовую турбину, которая поднимая её выходную мощность. Кроме того, присутствие азота в факельном газе способствует сокращению выбросов оксидов и может уменьшить потребность в воде или нагнетания пара. Небольшие количества азота могут быть использованы для охлаждения газовой турбины. Во время разделения кислорода и азота, необходима энергия для сжатия воздуха — такая операция потребляет до 25 % от валового электроэнергии, вырабатываемой турбиной. Процедура добавления газообразного азота или пара повышает прочность, достигаемую в типичной турбине примерно на 20 % по сравнению с работой турбины на природном газе.
Получение синтез-газа, который является смесью водорода и монооксида углерода происходит в герметичном реакторе, в котором углерод в присутствии кислорода вступает в реакцию с паром (давление 20-50 бар, температуре от 1000 до 1500 К). Кроме производства синтез-газа в газогенераторе происходит удаление золы и других твердых частиц. После выхода из газогенератора из синтез-газа удаляются соединения серы, аммиак, тяжелые металлы и даже углекислый газ (так называемое поглощение CO2). В результате, загрязнения удаляются перед сгоранием в газовой турбине, а не — как в традиционной технологии — из продуктов сгорания. Благодаря синтезу высокое давление газа перед сжиганием, решение для устранения загрязнений в IGCC и дешевле и эффективнее, чем используется на обычных станциях.

## Экономика
Основным недостатком данной технологии является её сложность и высокая стоимость сооружения. Эксплуатация же в виду высокой эффективности и низкой стоимости топлива должна быть выгодной.

## Применение
В рамках демонстрационного проекта DOE Clean Coal в США были построены 3 станции с использованием IGCC на угле: Wabash River Power Station в Вест Тере Оуте, штат Инидана; Polk Power Station в Тампе во Флориде (запущена в 1996), и Pinon Pine в Рено, штат Невада.
Другие работающие установки IGCC на угле есть в Александере (бывший Буггенум) в Нидерландах, Пуэртольяно в Испании и в JGC в Японии.
В США также находится в процессе строительства комплекс en:Kemper Project в штате Миссисипи.
В Италии построено 4 установки IGCC на остаточных продуктах нефтепереработки: мощностью 512 МВт на НПЗ ISAB в г. Приоло (о. Сицилия), мощностью 575 МВт на НПЗ Саррок (о. Сардиния), мощностью 280 МВт на НПЗ Фальконара  и мощностью 250 МВт на НПЗ Сан-Надзаро 